# Niedersächsische Landeszentrale für politische Bildung

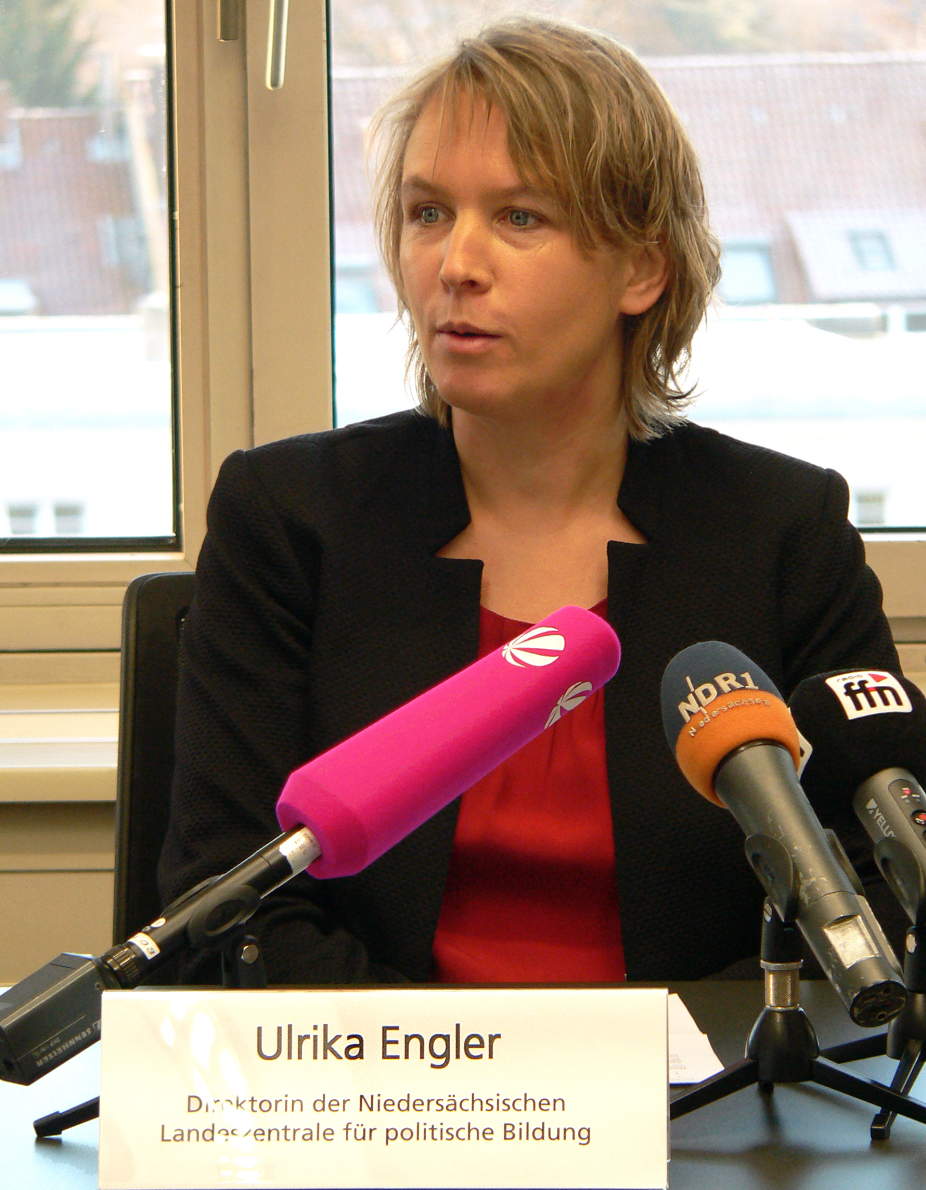
Die Direktorin Ulrika Engler

Die Niedersächsische Landeszentrale für politische Bildung (NLpB) ist eine niedersächsische Bildungseinrichtung mit Sitz in Hannover. Sie wurde 1955 gegründet und bestand bis 2004, als sie durch die damalige Niedersächsische Landesregierung aufgelöst wurde.
Nachdem der Niedersächsische Landtag im Jahr 2016 einstimmig die Wiedererrichtung einer Niedersächsischen Landeszentrale für politische Bildung beschlossen hatte, wurde sie Anfang 2017 in Hannover wieder eröffnet. Sie wird von Ulrika Engler geleitet.

## Geschichte
Gegründet wurde die Niedersächsische Landeszentrale für politische Bildung 1955 unter dem Namen Niedersächsische Landeszentrale für Heimatdienst. Die Umbenennung in Landeszentrale für politische Bildung (NLpB) erfolgte 1959.
Öffentliches Interesse erregte 1966 die Meldung, dass dem ehemaligen SS-Mitglied und damaligen Mitglied des Niedersächsischen Landtages Otto Freiherr von Fircks durch Mittel der NLpB ein Besuch von Israel und der Gedenkstätte Yad Vashem ermöglicht wurde, ohne dass er die Landeszentrale für politische Bildung von seiner Vergangenheit in Kenntnis setzte.

### Auflösung
Zum 31. Dezember 2004 wurde die Landeszentrale von der damaligen Niedersächsischen Landesregierung unter Führung des Ministerpräsidenten Christian Wulff aufgelöst. Dies führte zu erheblichen Protesten, unter anderem durch die Bundeszentrale für politische Bildung. Bildungsaufgaben wurden anschließend auch dem niedersächsischen Verfassungsschutz übertragen, was zu Kritik und Protesten führte.
Nach der Auflösung 2004 wurde die Arbeit der Niedersächsischen Landeszentrale für politische Bildung von verschiedenen Organisationen übernommen:
- Die Onlinepublikationen wurden durch die Bundesarbeitsgemeinschaft Politische Bildung Online und dem niedersächsischen Bildungsserver (NiBiS) übernommen und von diesen weiter vertrieben.
- Die Stiftung niedersächsische Gedenkstätten war Nachfolgeorganisation des Referates der NLpB Gedenkstättenarbeit und Aufarbeitung des Nationalsozialismus und seiner Folgen. Sie übernahm damit die Zuständigkeit für die Gedenkstätte Bergen-Belsen und die Gedenkstätte Justizvollzugsanstalt Wolfenbüttel. Darüber hinaus war eine zentrale Aufgabe der Stiftung, die Weiterentwicklung von Gedenkstätten und Initiativen zur Erinnerung an die nationalsozialistischen Verbrechen in Niedersachsen zu fördern. Zuständig dafür war die Abteilung Gedenkstättenförderung Niedersachsen.
- Das Projekt „Schule ohne Rassismus – Schule mit Courage“ zog auf den niedersächsischen Bildungsserver um.

Im Jahr 2008 forderte die Fraktion Bündnis 90/Die Grünen in der 16. Legislaturperiode des Deutschen Bundestages in ihrem Antrag (Drucksache 16/11201), dass die Bundesregierung auf die Niedersächsische Landesregierung einwirken solle, damit wieder eine Landeszentrale für politische Bildung in Niedersachsen errichtet wird.

### Neugründung

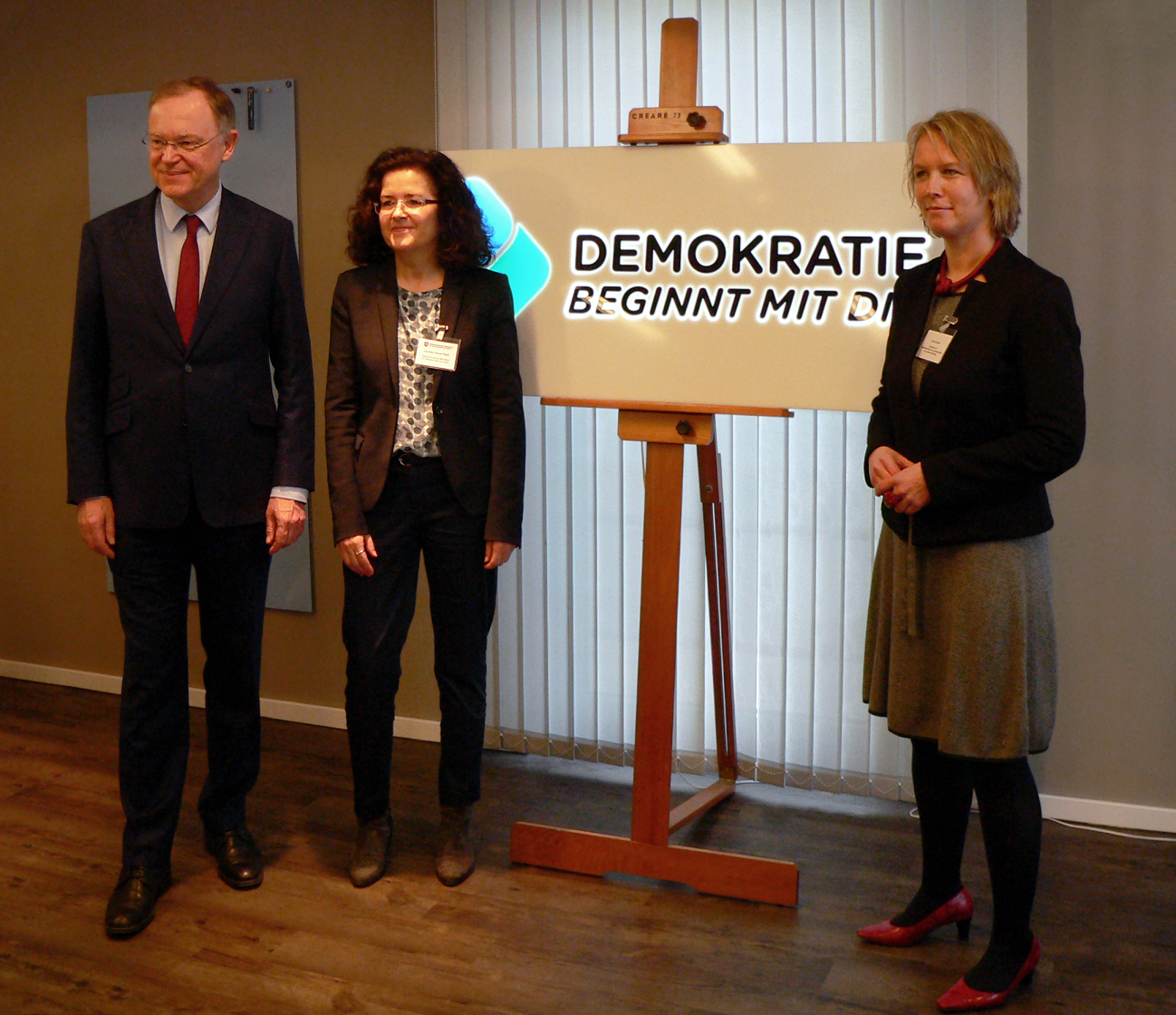
Neueröffnung der Landeszentrale durch Ministerpräsident Stephan Weil, die damalige Wissenschaftsministerin Gabriele Heinen-Kljajić und Ulrika Engler als Direktorin, 2017

Im April 2016 beschloss der Niedersächsische Landtag einstimmig die Wiedererrichtung einer Niedersächsischen Landeszentrale für politische Bildung. Sie wurde als nichtrechtsfähige Anstalt des öffentlichen Rechts im Geschäftsbereich des Niedersächsischen Ministeriums für Wissenschaft und Kultur errichtet und am 25. Januar 2017 eröffnet. Die Landeszentrale wurde durch den Runderlass des Ministeriums für Wissenschaft und Kultur zur Errichtung einer Niedersächsischen Landeszentrale für politische Bildung; Organisation und Aufgaben konstituiert. Der Sitz befindet sich im Zentrum von Hannover am Georgsplatz. Nach einstimmigen Votum des Kuratoriums der Landeszentrale, bestehend aus neun Angehörigen aus allen Fraktionen des Niedersächsischen Landtags, wurde Ulrika Engler als Direktorin bestimmt. Zuvor leitete sie seit 2007 die politische Bildungseinrichtung aktuelles forum (af) in Gelsenkirchen. Der Landeszentrale steht ein jährliches Budget von 1,3 Mio. Euro zur Verfügung.

## Ausrichtung
Die Niedersächsische Landeszentrale für politische Bildung wurde 2017 als Landeszentrale „neuen“ Typs wiedergegründet, die sowohl vorhandene Angebote koordiniert, als auch neue Wege für Information und Beteiligung entwickelt. Inhaltliche Schwerpunkte sind die Themen Demokratie, Mitbestimmung, Digitalisierung und Diversität. Sie vernetzt und unterstützt staatliche und freie Träger, die nach der Auflösung der Landeszentrale im Jahr 2004 die politische Bildungsarbeit übernommen hatten, wie Gedenkstätten, Gewerkschaften, Kirchen, Schulen, Stiftungen und Volkshochschulen.
Der Schwerpunkt der Arbeit liegt im Bereich digitale Angebote und junge Menschen. Dazu tritt die Landeszentrale verstärkt in sozialen Netzwerken, wie Facebook, auf und verbreitet Filme auf YouTube. Zusätzlich bietet sie Apps an, die den Zugang zu politischen Informationen ermöglichen. Dazu zählt die App Spot on – Demokratie auf der Spur als digitale Spurensuche zum Thema Demokratie in Niedersachsen. Die App „KonterBunt“ bietet Hilfestellung im Umgang mit Stammtischparolen und gruppenbezogener Menschenfeindlichkeit. Sie wurde gemeinsam mit der Landeszentrale für politische Bildung Sachsen-Anhalt entwickelt.

## Kuratorium

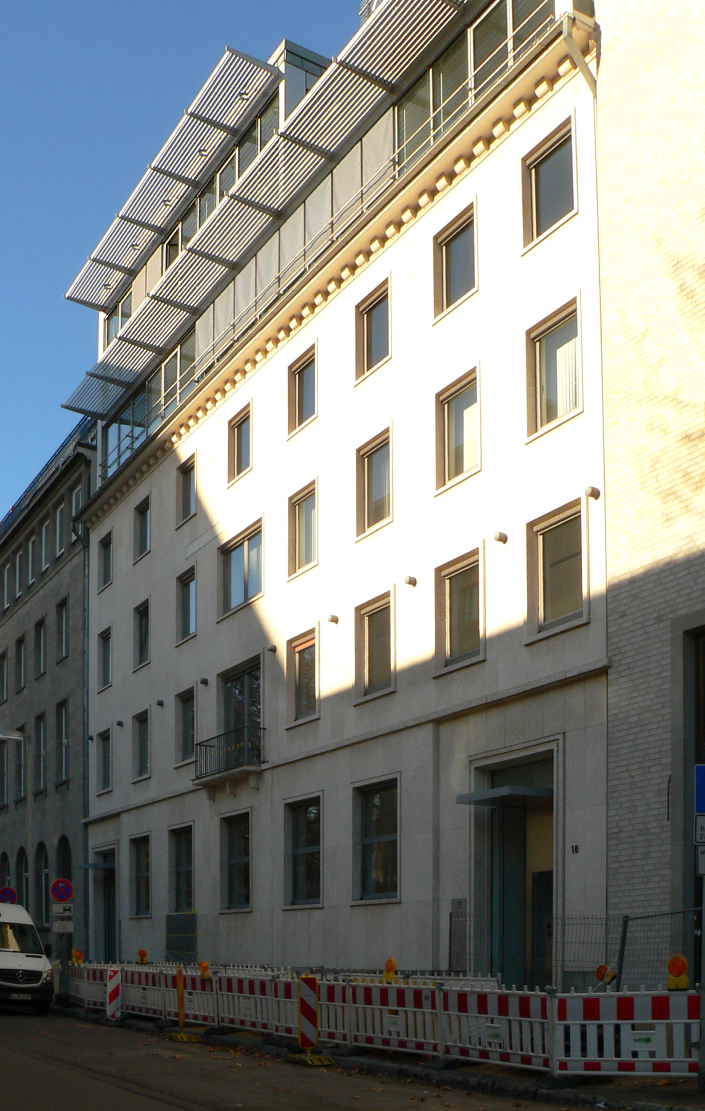
Sitz der Niedersächsischen Landeszentrale für politische Bildung in Hannover seit 2017

Um die politische Ausgewogenheit der Arbeit der Niedersächsischen Landeszentrale für politische Bildung zu gewährleisten, bestand bei der 2004 aufgelösten Einrichtung ein Kuratorium aus 17 Mitgliedern des Niedersächsischen Landtages.
Nach der Wiedergründung der Niedersächsischen Landeszentrale für politische Bildung gehören dem Kuratorium neun Personen an, die aus allen Fraktionen des Niedersächsischen Landtags stammen. Die Angehörigen des Kuratoriums werden in jeder Legislaturperiode neu vom Landtag benannt. Im Oktober 2020 gehörten dem Kuratorium folgende Mitglieder an:
- Gabriele Andretta (SPD)
- Julia Willie Hamburg (Bündnis 90/Die Grünen)
- Jörg Hillmer (CDU)
- Silke Lesemann (SPD), Vorsitzende
- Peer Lilienthal (AfD)
- Matthias Möhle (SPD)
- Susanne Schütz (FDP)
- Stephan Siemer (CDU), stellvertretender Vorsitzender
- Mareike Wulf (CDU)